# Achenbachleidsels

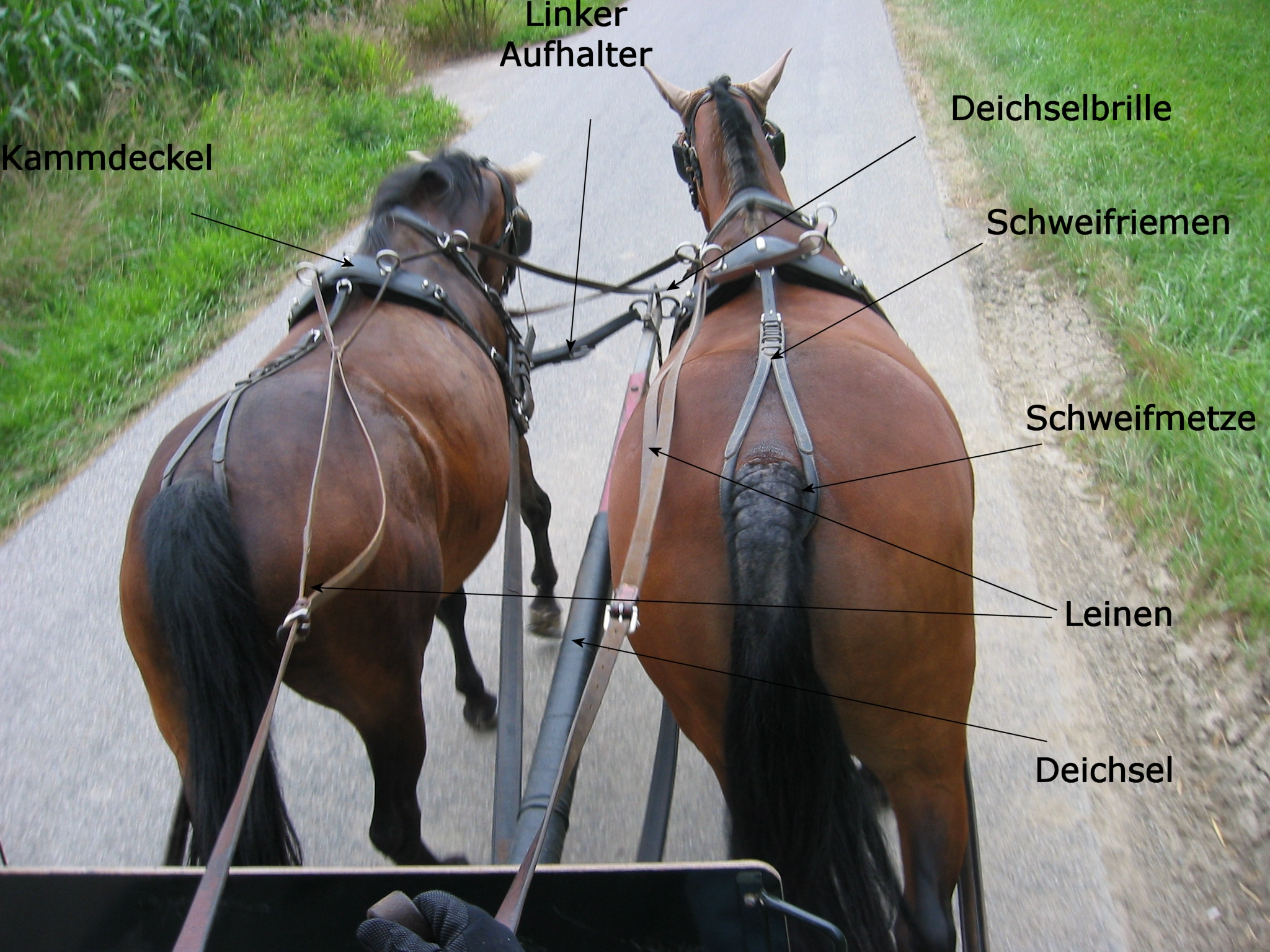
Achenbachleidsels (met kruisleidsels)

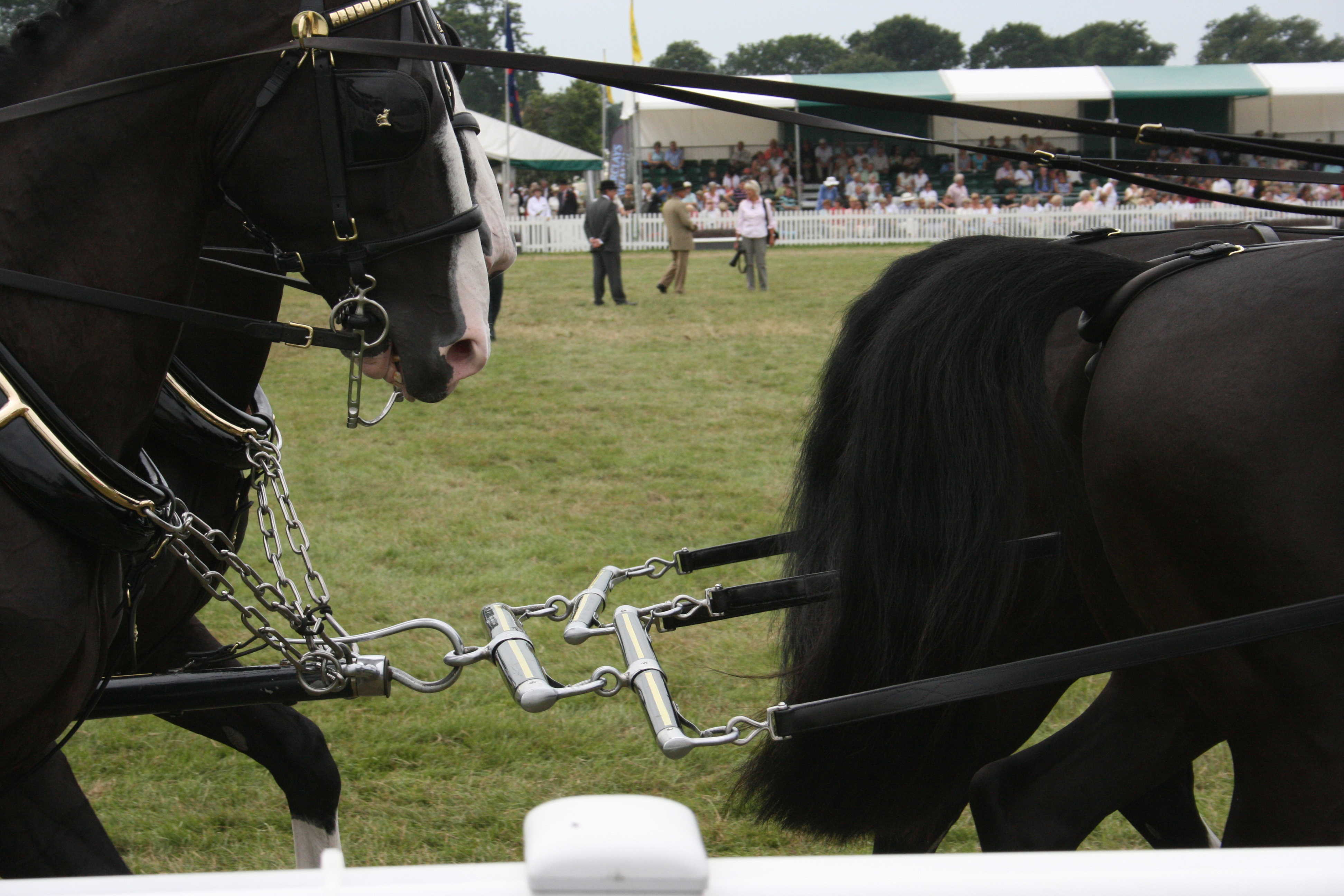
Ook een vierspan kan in principe met één hand gereden worden.

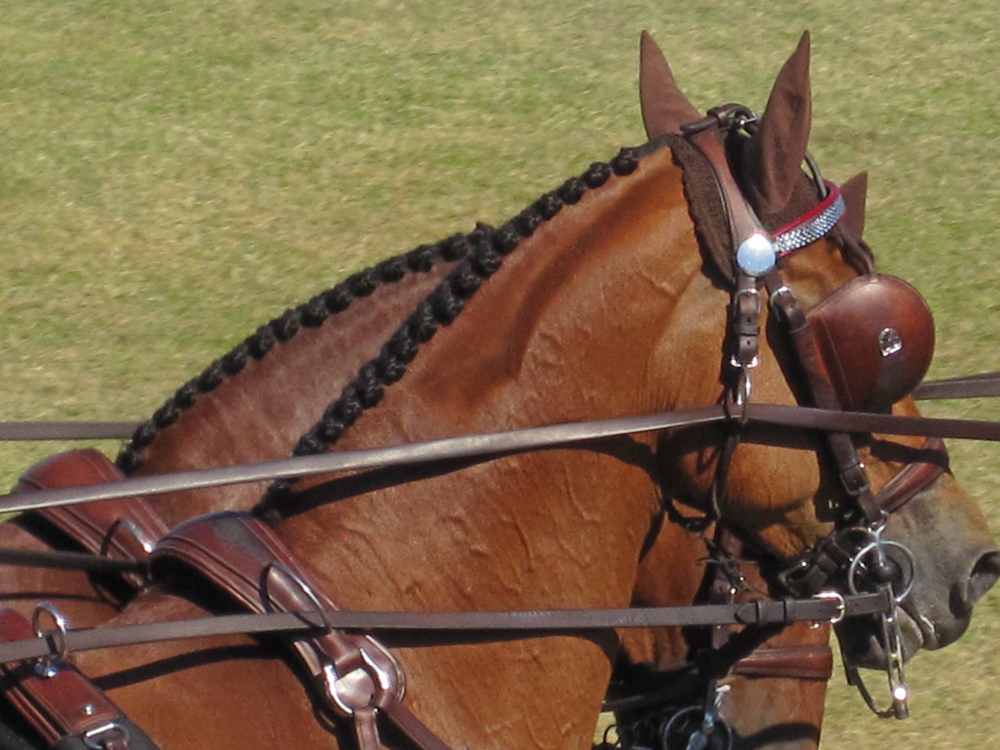
Bij een vierspan gaan de voorste leidsels door extra ogen aan de hoofdstellen van de achterpaarden.

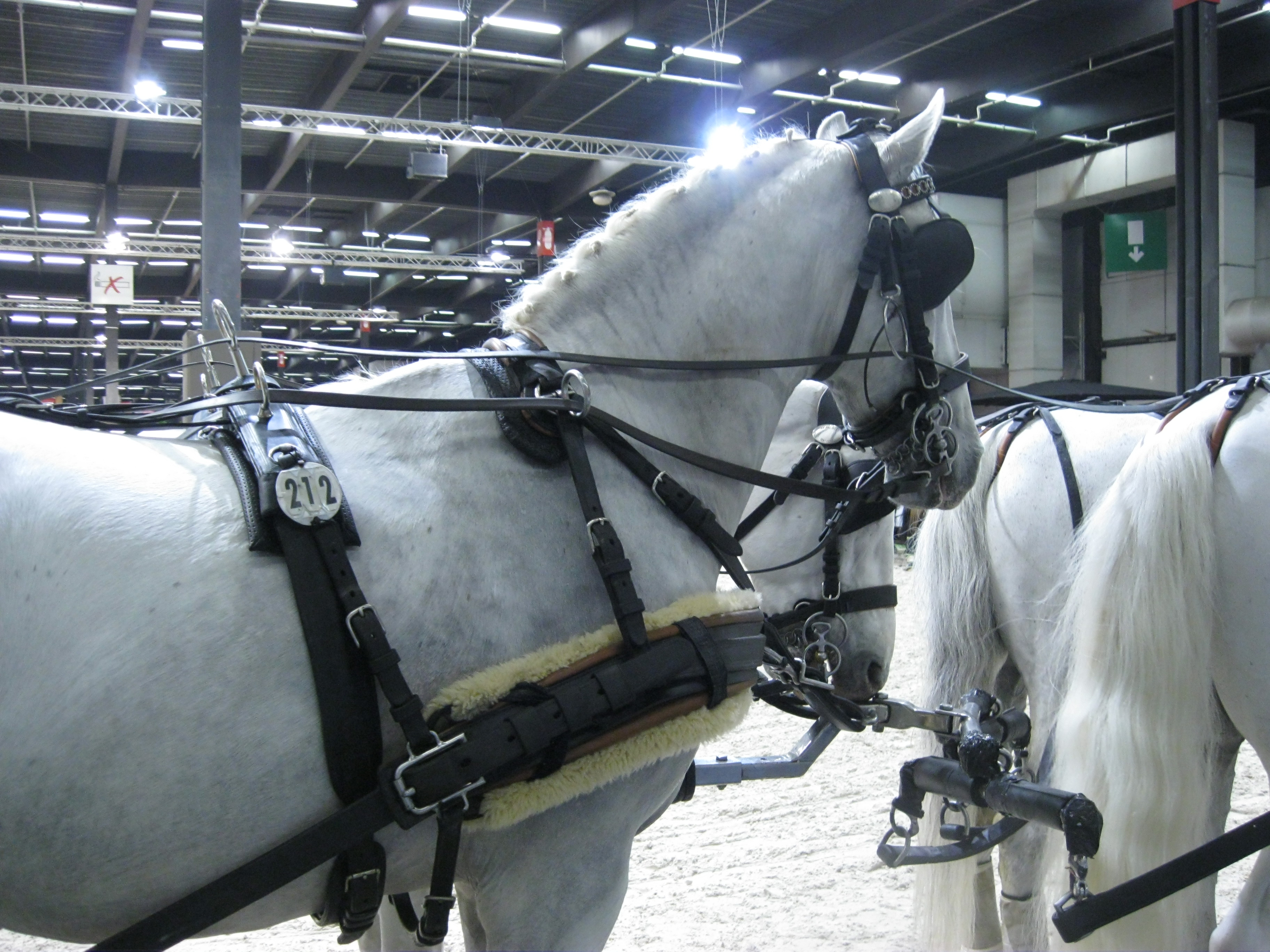
Wedstrijdleidsels zijn ongeveer 1,8 cm breed

Achenbachleidsels behoren tot het mensysteem dat werd ontwikkeld door Benno von Achenbach.

## Doel
Deze leidsels maken het besturen van een span van twee of meer paarden mogelijk met gebruikmaking van slechts één hand (in de basishouding). Tevens is het mogelijk door de kruislijnen te verstellen, de lengte aan te passen naar de individuele bouw en het temperament van de paarden. Temperamentsverschillen kunnen hiermee op eenvoudige wijze gecompenseerd worden door verstelling van de kruisende binnenlijnen.

## Kenmerken
Correcte Achenbachleidsels zijn 4,5 meter lang, en bestaan uit een linker- en een rechterleidsel. Vooraan zijn de leidsels met gespen bevestigd aan het bit. Aan het linker leidsel zit achteraan een gesp om beide delen aan elkaar te zetten. Hieraan is ook een kleine pinkriem bevestigd om de overtollige lengte in een lus omhoog te kunnen houden.
De kortere, kruisende leidsels zijn 3,02 meter lang. In elk van beide buitenleidsels zijn elf gaten opgenomen waarbij het zesde gat op 2,90 meter vanaf de buitenste bitstoot zit. Deze elf gaten hebben een steek van vier centimeter. Indien een kruisleidsel in het midden (in het zesde gat) wordt vastgezet, dient deze kruisleidsel dus twaalf centimeter langer te zijn dan het buitenleidsel.

## Gebruik
Achenbachleidsels worden altijd op spanning gehouden en door subtiel nageven dan wel aanhouden worden signalen overgebracht ter besturing van het span. De leidsels worden in het Achenbachsysteem gehanteerd met leren handschoenen. De koetsier, die steeds een hoofdeksel hoort te dragen, draagt ook een schort om smetten van haren en vet aan zijn kleding te voorkomen.
De rechterhand is vrij voor ingrepen en correcties op de basishouding en voor het hanteren van de zweep. Verkeerstekens geven zoals richting aanwijzen gebeurt met de rechterhand. Voor een afslag naar links wijst de koetsier met zijn zweep boven zijn hoofd naar links.

## Varia
De Achenbachleidsels worden in Duitsland ook Leine 22 (leidsel 22) genoemd, omdat de Duitse Wehrmacht deze in 1922 in de voorschriften opnam en omdat in elk verstelstuk elf gaten zitten (2 x 11 = 22). Bovendien bestaat een set uit 22 benoembare delen. Zelf noemde Achenbach zijn uitvinding simpelweg 'kruisleidsels'.